# گرانوئیدیده
گرانوئیدیده (به لاتین: Geranoididae) یک کلاد از پرندگان منقرض‌شده از آغاز تا پایان ائوسن و احتمالاً الیگوسن آغازین در آمریکای شمالی و اروپا است. اینها پرندگانی با جثه متوسط و بی‌پرواز بودند. پژوهش‌های اخیر نشان می‌دهد که این پرندگان ممکن است در واقع وابسته به دیرین‌آروارگان باشند.

## طبقه‌بندی
کاملاً آشکار است که گرانوئیدیدها یا بخشی از یا نمایندهٔ ساقه درناواران (Gruoidea) هستند، کلادی که دربرگیرندهٔ درناهای نوین، مرغ لنگان و شیپورزن‌ها می‌شود، اگرچه رابطه دقیق آن‌ها در مطالعات متفاوت است، برخی آنها را به‌عنوان گونه‌های خواهر به کلاد دیگری از پرندگان بی‌تیغه بی‌پرواز پیشاکلنگان بازیابی می‌کنند. به نظر می‌رسد که اجماع اخیر این است که گرانوئیدیدها خارج از درناواران هستند، با پیشاکلنگان که بیشتر با کلنگ‌های مدرن مرتبط هستند. با این حال، مایر (۲۰۱۹) استدلال کرد که نزدیکی بین گرانوئیدیده و تیرهٔ دیرین‌آروارهٔ Palaeotididae حداقل به اندازهٔ طبقه‌بندی گرانوئیدیدها به کلنگ‌سانان پشتیبانی می‌شود.

## آرایه‌شناسی
شمار دقیق سرده‌ها و گونه‌ها نیز تا حدودی بحث‌برانگیز است. به عنوان نمونه، یک مطالعه اخیر Geranoides را احتمالاً مترادف با Palaeophasianus و Eogeranoides را احتمالاً مترادف با Paragrus بازیابی می‌کند.